# 심소헌
심소헌(1989년 5월 29일 ~ )은 대한민국의 배우이자 모델, 방송인이다. 현재 동덕여자대학교 디지털공예학과에 재학 중이다. 2008년 Mnet 《아주 수상한 캐스팅》으로 데뷔하였다.

## 경력
2008년 Mnet의 방송 《아주 수상한 캐스팅》으로 데뷔하여, 2009년 농심 너구리, 2010년 하이트진로 복분자, 캐쥬얼 의류 브랜드 화보 〈리트머스〉, 한국P&G 위스퍼, 메이플스토리 메이플걸, 니콘카메라, 미투데이, 2011년 옥션의 광고 모델로 발탁되었다. 또, 2010년 일본의 공중파 채널인 TBS의 드라마 《K 프로젝트》에 주연급으로 캐스팅되었다. 2011년 3월 프로야구단 SK 와이번스의 제3대 '와이번스 걸' 로 발탁되어, 홍보모델로 활동하였다. 또, 2011년 9월 28일부터 방영한 드라마 《뿌리깊은 나무》에서 '주인공을 도와주는 궁녀' 로 출연하였다.

## 주요 출연작

### 드라마
- 2010년 일본 TBS 《K 프로젝트》 - 주연급
- 2011년 SBS 《뿌리깊은 나무》 - 덕금 역
- 2012년 SBS 《내 인생의 단비》 - 김은님 역

### 예능
- 2008년 Mnet 《아주 수상한 캐스팅》

### 텔레비전 광고
- 2009년 《농심 너구리》
- 2010년 《하이트진로 복분자》
- 2010년 《한국P&G 위스퍼》
- 2010년 《니콘카메라》

### 기타 광고
- 2010년 《캐쥬얼 의류 브랜드 화보 〈리트머스〉》
- 2010년 《메이플스토리 〈메이플걸〉》
- 2010년 《미투데이》
- 2011년 《옥션》
- 2011년 《SK 와이번스 제3대 〈와이번스 걸〉》